# Centaurea delucae
Centaurea delucae — вид квіткових рослин айстрових (Asteraceae). Ендемік Італії.

## Морфологічна характеристика
Багаторічна трав'яниста рослина 10–30 см заввишки; стебла прямі або висхідні. Листки чергові, найстаріші ланцетні, 5–8 см завдовжки і близько 1 см завширшки, цілокраї, загострені, дещо молодші мають пару часток біля основи; середні та верхні стеблові листки перисті, 3–10 см завдовжки, загострені. Обгортка 1.5–2 см у діаметрі. Віночок воронкоподібний, насичено-рожевий. Сім'янки довжиною близько 3 мм, з короткими волосками.

## Середовище
Ендемік найвищих гірських груп центральних Апеннін у центральній Італії. Росте на відкритих кам'янистих осипах, на висоті 1500–2500 метрів.